# Jean-Baptiste Junion
Jean-Baptiste Henri Joseph Junion (Waver, 5 maart 1890 - 16 januari 1956) was een Belgisch volksvertegenwoordiger en burgemeester.

## Levensloop
Beroepshalve was Junion boekhandelaar. Hij was een zoon van Constant Junion en van Marie-Césarine Swartenbroek. Hij trouwde met Marie-Adeline Dresse en ze hadden vijf kinderen.
Hij werd gemeenteraadslid (1933-1954), schepen (1939-1946) en burgemeester (1946-1947) van Waver. Tijdens de Tweede Wereldoorlog verbleef hij in Engeland.
In augustus 1950 volgde hij Jules Descampe op als liberaal volksvertegenwoordiger voor het arrondissement Nijvel en vervulde dit mandaat tot in 1954.